# Ваконда (Јужна Дакота)
Ваконда (Јужна Дакота) (енгл. Wakonda) град је у америчкој савезној држави Јужна Дакота.

## Демографија
По попису из 2010. године број становника је 321, што је 53 (-14,2%) становника мање него 2000. године.
| Група             | 2000.       | 2010.       |
| Белци             | 372 (99,5%) | 316 (98,4%) |
| Афроамериканци    | 0 (0,0%)    | 1 (0,3%)    |
| Азијати           | 0 (0,0%)    | 0 (0,0%)    |
| Хиспаноамериканци | 0 (0,0%)    | 4 (1,2%)    |
| Укупно            | 374         | 321         |